# Peyerimhoffia
Peyerimhoffia is een muggengeslacht uit de familie van de rouwmuggen (Sciaridae).

## Soorten
- P. alpina Mohrig, 1978
- P. crassistylata (Frey, 1948)
- P. hybrida (Mohrig & Mamaev, 1974)
- P. infera Vilkamaa & Hippa, 2005
- P. macera Rudzinski & Baumjohann, 2009
- P. menzeli Vilkamaa & Hippa, 2005
- P. obtusicauda (Strobl, 1900)
- P. sepei Hippa & Vilkamaa, 2005
- P. thula Vilkamaa & Hippa, 2005
- P. vagabunda (Winnertz, 1867)